# (32628) Lazorik
(32628) Lazorik est un astéroïde de la ceinture principale.

## Description
(32628) Lazorik est un astéroïde de la ceinture principale. Il fut découvert le 10 septembre 2001 à Socorro (Nouveau-Mexique) par le projet LINEAR. Il présente une orbite caractérisée par un demi-grand axe de 2,30 UA, une excentricité de 0,06 et une inclinaison de 5,5° par rapport à l'écliptique.